# Thanos
Thanos is een personage uit de strips van Marvel Comics. Hij is bedacht door Jim Starlin en maakte zijn debuut in Iron Man #55 (Februari 1973). Zijn naam is afgeleid van Thanatos, de personificatie van de dood in de Griekse Mythologie. Het personage heeft nadien ook zijn opwachting gemaakt in animatieseries en videospellen gebaseerd op de strips en het Marvel Cinematic Universe. Hij staat 46e op IGN's lijst van 100 grootste stripboek-superschurken aller tijden.
De Nederlandse stem van Thanos is Murth Mossel. 

## Creatie
Starlin bedacht het personage toen hij psychologie studeerde aan de hogeschool. De naam Thanos zou mogelijks afgeleid zijn van de term Thanatos. Volgens eigen zeggen liet hij zich inspireren door het personage Darkseid, bedacht door Jack Kirby. Toen hij van Marvel de opdracht kreeg om een Iron Man-strip te maken, greep hij zijn kans om Thanos te introduceren.
De strip waarin Thanos zijn debuut maakte werd al snel uitgebreid naar een verhaallijn die naast de Iron Man-strips ook meerdere andere striptitels van Marvel in beslag nam, waaronder de toen lopende reeksen van Captain Marvel, Daredevil en The Avengers. In de jaren erop heeft hij ook meegespeeld in verhalen van de X-Men, de Hulk, de Silver Surfer, Thor en Secret Defenders. Thanos kreeg in 2004 zijn eigen stripserie.

## Personage
Thanos behoort tot de Eternals, een ras van supermensen dat door de goddelijke Celestials werd gecreëerd. De Eternals hebben hun thuisbasis op Titan, de maan rond Saturnus. Door een latent gen lijkt Thanos echter sterk op de monsterlijke Deviants, een aan de Eternals verwant ras. Hij heeft van jongs af aan een obsessie met de dood, die versterkt wordt door zijn liefde voor Mistress Death, de personificatie van de dood in het Marvel universum. Hij is een nihilist en is er altijd op uit om zijn macht te vergroten. Zo heeft hij in de loop der jaren onder andere de Kosmische Kubus en de Infinity Stones bemachtigd. Zijn bijnaam is 'The Mad Titan'.

## Geschiedenis

### Jeugdjaren
Thanos is geboren op Titan en hij is de zoon van Mentor, de leider van de Eternals. Hij heeft één broer, Eros, die later de Avenger Starfox zal worden. Zijn moeder Sui-San probeert hem te doden in de wieg vanwege zijn monsterlijk uiterlijk. Daardoor wordt hij uiteindelijk kil en afstandelijk. Al snel blijkt dat hij superintelligent is, en hij start uit nieuwsgierigheid met het experimenteren op dieren. Hij heeft als tiener een fictief vriendinnetje die later Mistress Death blijkt te zijn. Zij stuurt en manipuleert Thanos, omdat ze in hem haar toekomstige 'avatar van de dood' ziet. Hij heeft een talent voor wetenschappen, maar na enkele dodelijke experimenten op medestudenten en de moord op zijn moeder moet hij vluchten. Hij sluit zich aan bij een bende ruimtepiraten en maakt in die periode een hoop kinderen bij verschillende partners. Als snel wordt hij de leider van de piraten, maar hij haalt zich de woede van Mistress Death op zijn hals als ze het bestaan van zijn kinderen ontdekt. Het kan volgens haar niet dat haar "avatar van de dood" nieuw leven creëert. Thanos krijgt van haar de opdracht al zijn kinderen te doden. Nadat hij zijn nageslacht heeft gedood, keert hij terug naar Titan met een gigantisch piratenleger. Hij vernietigt Titan bijna volledig en hij vermoordt iedereen die aanwezig is. {Thanos Rising, 2013}

### Kosmische Kubus
Thanos speurt samen met Mistress Death het heelal af op zoek naar meer macht en hij vindt uiteindelijk op aarde de Kosmische Kubus, een mystiek artefact met wens-vervullende krachten. Thanos wenst voor zichzelf goddelijke macht, maar wordt tegengewerkt door Captain Marvel en Avengers. Captain Marvel weet de kubus te vernietigen waardoor Thanos terug in zijn sterfelijke vorm transformeert. Hij bevindt zich nu in een comateuze toestand, ronddrijvend in het heelal. Na verloop van tijd wordt hij terug gevonden door de artificiële intelligentie van zijn ruimteschip Sanctuary. Hij komt daarna tot de ontdekking dat Mistress Death hem door toedoen van zijn nederlaag heeft verlaten. {Captain Marvel, 1972}

### Infinity Stones
Thanos gaat op zoek naar manieren om Mistress Death terug te behagen en hij verzamelt voor het eerst de zes oneindigheidsstenen. Nog onbewust van de ware kracht van de stenen, wil hij deze gebruiken als energiebron voor een wapen dat sterren kan vernietigen. Dit moet het ultieme eerbetoon voor Mistress Death worden om haar liefde terug te winnen. Hij wordt bestreden door Adam Warlock die Captain Marvel en The Avengers om hulp vraagt. Tijdens een eerste confrontatie sterft Adam Warlock in een gevecht met Thanos en wordt zijn ziel door de zielesteen geabsorbeerd. Captain Marvel en The Avengers worden verslagen en gevangen gezet, maar ze krijgen onverwachts hulp van Spider-Man en The Thing. In de ultieme confrontatie moet Thanos uiteindelijk het onderspit delven. Adam Warlock verschijnt plots uit de zielesteen en verandert Thanos in een stenen beeld en zodoende wordt de crisis beëindigd. Kort daarop wordt Captain Marvel getroffen door een fatale vorm van kanker. Op zijn sterfbed verschijnt de geest van Thanos die hem uitdaagt voor een laatste duel, zodat hij kan sterven op een waardige manier. Daarna begeleiden Mistress Death en Thanos de ziel van Captain Marvel naar het dodenrijk. {The Final Threat, 1977} {The Death Of Captain Marvel, 1982}

### Infinity Gauntlet
Jaren later wordt Thanos door Mistress Death terug tot leven gebracht. Hij krijgt van haar de opdracht om de helft van al het leven in het universum te doden. Door te staren in de Eeuwigheidsbron leert hij het ware geheim van de oneindigheidsstenen. De zes stenen geven controle over de ziel, geest, tijd, ruimte, realiteit en kracht en bezorgen bij rechtstreeks gebruik de eigenaar absolute almacht. Hij besluit dat hij de stenen nodig heeft om zijn opdracht uit te kunnen voeren en om zo ook als de gelijke van Mistress Death over het universum te heersen. De stenen zijn nu in het bezit van de Elders, een groep van machtige buitenaardse wezens. Door middel van list en tactiek lukt het Thanos om de stenen opnieuw te verzamelen en zo het machtigste wezen van het universum te worden. Hij wordt echter door Mistress Death afgewezen omdat hij de ware aard van de stenen voor haar verzwegen heeft en hij nu machtiger is dan haar.
Dan herinnert Thanos zich zijn opdracht en vernietigt hij de helft van al het leven met een vingerknip. Mistress Death blijft Thanos echter afwijzen en zijn daaropvolgende woede-uitbarsting vernietigt een kwart van de kosmos en duwt de aarde uit haar baan rond de zon. Spider-Man, de overgebleven Avengers en X-Men trekken onder leiding van een herrezen Adam Warlock, de Silver Surfer en Dr. Strange ten strijde tegen Thanos. Thanos veegt de vloer aan met de helden en verslaat daarna ook de kosmische goden van het Marvel universum. Uiteindelijk lukt het de ruimtepiraat Nebula om Thanos de stenen te ontfutselen, nadat Thanos zijn fysieke vorm heeft verlaten om de plaats van oppergod Eternity in het universum over te nemen. Adam Warlock kan daarna makkelijk de onervaren Nebula de stenen ontnemen. Daarna gebruikt hij deze om de schade die Thanos berokkende te herstellen. Adam Warlock onthult aan Thanos de reden van zijn nederlaag. Onbewust vindt Thanos zichzelf onwaardig om almachtig te zijn, en zorgt hij zelf voor zijn eigen ondergang. In plaats van gevangenschap kiest de Titaan liever voor zelfmoord en hij blaast zichzelf op via een nucleaire bom. Nu Adam Warlock de eeuwigheidstenen bezit ontdekt hij snel dat Thanos zijn dood in scène heeft gezet. Thanos leeft nu als landbouwer op een afgelegen en verlaten planeet waar hij zijn zonden overdenkt. {Silver Surfer: Rebirth of Thanos, 1990} {Thanos Quest, 1990} {Infinity Gauntlet, 1991}

### Infinity War
Adam Warlock wordt door de kosmische goden verplicht om de stenen te verdelen omdat hij dergelijke macht onwaardig is. Hij verdeelt deze onder zijn vrienden (Pip The Troll, Moondragon, Drax The Destroyer en Gamora) die daarna de Infinity Watch vormen. Hij houdt de soul gem voor zichzelf en maakt van Thanos de geheime bewaker van de reality gem. Onbewust heeft Adam Warlock tijdens zijn flirt met de almacht al het goede en kwade uit zijn ziel verdreven om zo een wezen van pure logica te worden. De slechte kant van Warlock, de Magus, keert echter terug in de realiteit en hij slaagt erin om vijf kosmische kubussen uit andere dimensies in zijn bezit te krijgen. Thanos ontdekt de terugkeer van de Magus en waarschuwt Warlock voor het gevaar. De Magus gebruikt de kubussen om kwaadaardige dubbelgangers van de aardse helden te maken, die het origineel moeten verslaan en vervangen. Samen met de Fantastic Four, X-Men, Avengers, Dr. Strange, Galactus en Adam Warlock trekt Thanos ten strijde. Warlock wil de eeuwigheidstenen terug samenbrengen om zo de Magus te verslaan. Ze hebben daarvoor toestemming nodig van de god Eternity, die zich door toedoen van de Magus in een comateuze staat bevindt. Galactus en Gamora ondernemen een missie om Eternity te helpen en zo de stenen terug actief te krijgen. De Magus ontvoert echter Adam Warlock en bemachtigt zo de stenen. Kort daarop worden de stenen geactiveerd door Eternity die zich niet bewust is van het feit dat de stenen van eigenaar zijn veranderd. De Magus kraait victorie, maar hij beseft niet dat Thanos de realiteitsteen heeft vervangen door een replica. Daardoor is de Magus niet almachtig en kan Adam Warlock samen met de goden Eternity en Infinity de Magus verslaan en zijn slechte kant weer in zijn ziel opnemen. Eternity beslist dat ongeacht de crisis, de stenen nooit meer als één kunnen samenwerken. {Warlock & The Infinity Watch, 1992} {Infinity War, 1992}

### Infinity Crusade
Thanos wordt in zijn basis aangevallen door de Godess en door haar uit onze realiteit gezet. De Godess blijkt de goede kant van Adam Warlock te zijn. Haar doel is om al het kwade te verslaan en dat kan volgens haar alleen maar bereikt worden door al het leven te vernietigen en zo met een schone lei te beginnen. Ze stal de vijf Kosmische Kubussen van de Magus en verzamelde er nog 25 in verschillende realiteiten. Ze laat deze samensmelten tot het kosmisch ei, waarmee ze haar doel wil bereiken. Ze gebruikt haar krachten om vrede ter verspreiden in het universum en zo "gelovige" helden aan haar kant te krijgen, maar ze verbergt haar ware bedoelingen. Een grote strijd tussen de "ongelovige" helden en de "uitverkorenen" barst los. Adam Warlock redt Thanos en ze besluiten om hulp te zoeken tegen de Godess. Ze sluiten een deal met de demon Mephisto voor geheime informatie over de kubussen, in ruil voor een kubus als de crisis voorbij is. Gewapend met deze kennis vallen Thanos en Adam Warlock de Godess aan op het spirituele vlak, omdat de kubussen geen invloed op de ziel kunnen uitoefenen. Na een episch gevecht wordt ze verslagen en neemt Adam Warlock de Godess terug op in zijn ziel. Thanos beveelt het kosmisch ei om zichzelf te vernietigen maar hij houdt één kosmische kubus voor zichzelf. Als Mephisto nadien de kubus komt ophalen, ontdekt hij dat de kubus niet meer werkt. Smalend verteld Thanos aan Mephisto dat hij nooit vermeld heeft dat de kubus moest werken en dat zelfs duivels moeten oppassen als ze een deal sluiten met Thanos. {Infinity Crusade, 1993} {The Warlock Chronicles, 1993}

## Krachten
Thanos is net als alle andere Eternals bovenmenselijk sterk en hij heeft zijn kracht via cybernetische versterkingen en mystieke rituelen nog verder vergroot. Daarnaast beschikt hij over een enorm uithoudingsvermogen en is hij vrijwel onkwetsbaar. Hij kan grote hoeveelheden kosmische energie absorberen en weer afvuren, en hij beschikt over telepathie en telekinese. Thanos heeft grote kennis van vrijwel elke bestaande technologie en hij is een expert in teleportatie en het reizen tussen dimensies. Bovendien is hij een meesterlijk strateeg en manipulator.

## In andere media

### Marvel Cinematic Universe
In 2012 verscheen dit personage voor het eerst in het Marvel Cinematic Universe en werd eerst vertolkt door Damion Poitier en later door Josh Brolin. Thanos laat mensen waaronder de schurken Loki en Ronan the Accuser voor hem werken om Infinity Stones te bemachtigen. Met deze stenen word je de meest invloedrijke persoon in het universum en kan je met een knip in je vingers de helft van het leven in het universum tot as laten vergaan. Wanneer het de schurken niet lukt om de plannen uit te voeren besluit Thanos het heft in eigen handen te nemen samen met de Black Order bestaand uit Black Dwarf, Corvus Glaive, Ebony Maw en Proxima Midnight. Thanos vernietigt de planeet Xandar en later het schip van Thor met zijn volk erop om de eerste twee stenen te bemachtigen. De derde steen bemachtigt hij op de planeet Knowwhere bij de Collector. Thanos kent geen grenzen om zijn doel te behalen, hij dood zelfs zijn eigen dochter Gamora door haar van een klif te gooien om zo een oneindigheidssteen te bemachtigen. Vervolgens reist hij naar zijn oude thuisplaneet Titan waar hij strijdt tegen Iron Man, Spider-Man, Dr. Strange, Star-Lord, Drax, Mantis en zijn eigen dochter Nebula. Thanos verslaat hen en weet de vijfde van de zes stenen te bemachtigen. Op de aarde in Wakanda gaat Thanos de strijd aan met de overige Avengers. Hij wint het gevecht en heeft nu alle oneindigheidsstenen in zijn speciaal hiervoor vervaardigde handschoen. Met een knip vernietigt hij de helft van al het leven in het universum. Een maand later vernietigt hij alle oneindigheidsstenen omdat zijn missie geslaagd is. Kort hierna wordt hij aangevallen door de overgebleven Avengers en wordt hij onthoofd door Thor.
Vijf jaar later gaan de overgebleven Avengers op missie om terug in de tijd te gaan zodat ze de oneindigheidsstenen vóór Thanos weten te bemachtigen, en daarmee zijn daden ongedaan kunnen maken. In het verleden merkt Thanos dat er met de tijd geknoeid wordt en hij laat Nebula, die in het verleden tegen de Avengers was, haar toekomstige zelf vervangen. Hierdoor reist Thanos met zijn schip en volk mee naar het heden en gaat wederom de strijd aan met de Avengers. Tijdens deze strijd weet Iron Man alle stenen te bemachtigen en met een knip in zijn vingers laat hij alle slechte troepen van Thanos, inclusief Thanos en de Black Order tot as vergaan.
Thanos is te zien in de volgende films en serie:
- The Avengers (2012) (post-credit scene)
- Guardians of the Galaxy (2014)
- Avengers: Age of Ultron (2015) (post-credit scene)
- Avengers: Infinity War (2018)
- Avengers: Endgame (2019)
- What If...? (2021-2024) (stem) (Disney+)

### Televisie
- Thanos komt voor in de animatieserie Silver Surfer, waarin Gary Krawford zijn stem doet.
- Thanos doet mee in The Super Hero Squad Show, waarin zijn stem in seizoen 1 gedaan wordt door Steven Blum en door Jim Cummings in seizoen 2.

### Computerspellen
- Thanos is de primaire antagonist in de spellen Marvel Super Heroes en War of the Gems, en een bespeelbaar personage in Marvel vs. Capcom 2: New Age of Heroes.
- Thanos heeft een cameo in de epiloog van Marvel: Ultimate Alliance. De keuzes die de speler heeft gemaakt tijdens het spel bepalen of Thanos op een dag erin zal slagen de aarde te veroveren.
- Thanos is de primaire antagonist in Marvel Super Hero Squad: The Infinity Gauntlet.
- Thanos was een bespeelbaar karakter in het spel Fortnite.
- Thanos is een bespeelbaar karakter in het spel Avengers Academy.